# FEPER
FEPER - Fabrica de Echipamente Periferice - denumită în decursul timpului și IEPER - Întreprinderea de Echipamente Periferice - sau IEP a funcționat până la începutul anilor 1990 ca producator de tehnică de calcul - de la calculatoare personale: Junior XT - la plottere: PIF, terminale video: TPD, imprimante matriciale: Impact, unități de stocare pe bandă magnetică: UBM și diverse alte echipamente periferice.
Din 1981 a început producția primului calculator de birou multiprocesor și cu procesor grafic din Europa de Est: DIAGRAM 2030. Acesta a fost realizat de o echipă de cadre didactice, ingineri și studenți, condusă de asist.ing. Sanda Maican de la Laboratorul de Electronica Funcțională-LEF (Facultatea de Electronică-Universitatea Politehnică București). Proiectanții principali au fost: Gheorghe M. Stefan,  Mihail-Cristian Băleanu, Vlad Maican si Ion Maican (hardware), Dan Tomescu, Valeriu Dincă și Dan Popescu (software). 
Echipa a materializat cercetarile și a implementat prototipul de fabricație cu finanțare FEPER.
în 1983, DIAGRAM 2030 a fost prezentat de Ion Maican la Targul comercial de la Plovdiv-Bulgaria, unde a fost premiat cu medalia de aur.
DIAGRAM 2030 a fost folosit în România, în aplicații industriale, militare, de cercetare. Parte din aceste aplicații au fost implementate și cu contribuția echipei LEF, în cadrul a 19 contracte conduse de Sanda Maican.
Începând din 1984, calculatoarele DIAGRAM 2030 s-au exportat și utilizat și în Republica Democrată Germania, în special pentru aplicații de proiectare de circuite imprimate, împreună cu minicalculatorul romanesc I 100 și software produs de ITC(Institutul de Tehnică de Calcul). Din partea proiectantului au contribuit la instalări, școlarizări și asistență tehnică in RDG, Ion Maican, Vlad Maican și Valeriu Dinca.
După 1991, din cauza concurenței importurilor de tehnică de calcul din țările Asiei de Sud-Est, FEPER s-a transformat într-un centru de afaceri – în esență birouri pentru firme din domeniul electronicii și tehnicii de calcul. In ultimul timp, FEPER și-a reluat activitatea productivă, intr-un domeniu mai restrans.
Clădirea FEPER este localizată pe platforma Electronicii - Pipera, pe strada Dimitrie Pompeiu nr. 8, alături de clădirea geamănă CONECT.